# JUGENE

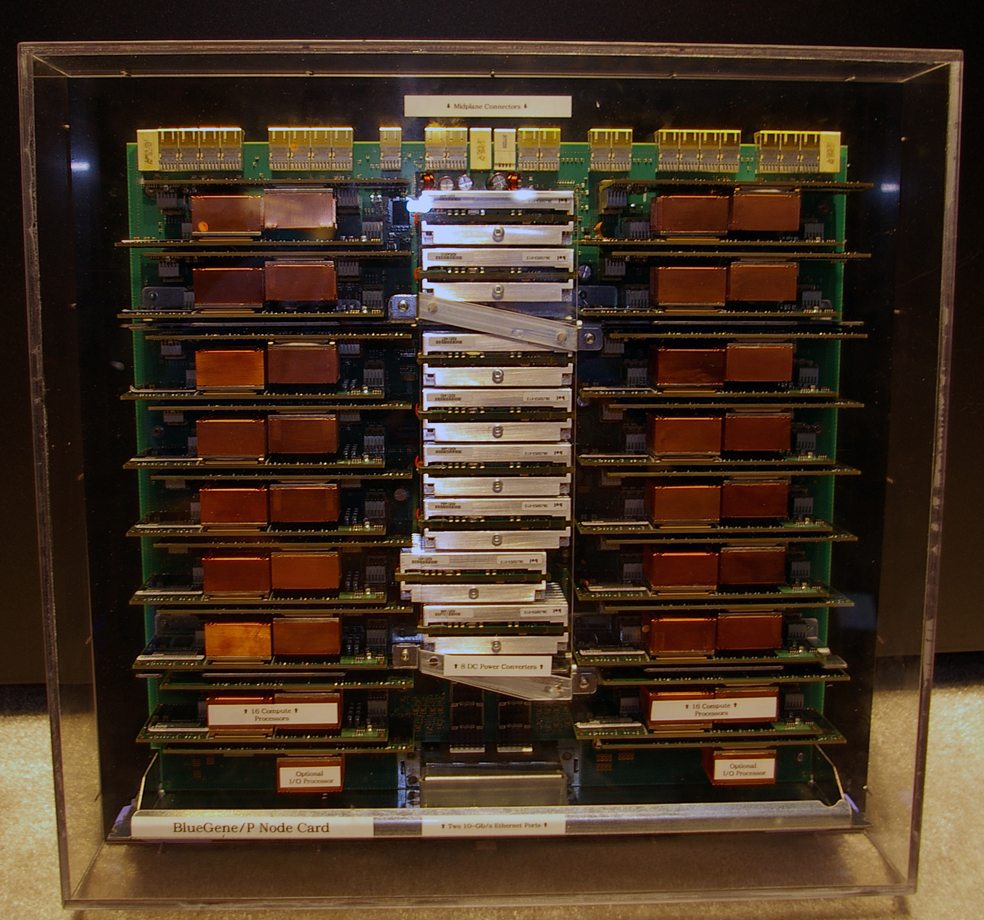
Eine Knotenkarte des BlueGene/P

JUGENE (Jülich Blue Gene) war ein Supercomputer vom Typ BlueGene/P im Forschungszentrum Jülich und Nachfolger des dort bis 2008 betriebenen JUBL. Der Rechner gehörte zum Institut Jülich Supercomputing Centre (JSC) und zum virtuellen Gauss Centre for Supercomputing.
Mit 294.912 auf 850 MHz getakteten Power-PC-450-Kernen und 144 Terabyte Hauptspeicher – jeder der 73.728 Knoten enthielt einen Quad-Core-Prozessor sowie zwei Gigabyte RAM – in 72 Schränken erbrachte der Rechner eine Leistung von 825,5 TFLOPS (Rmax).
Finanziert wurde die Anschaffung vom Forschungszentrum, dem Bundesland Nordrhein-Westfalen, dem Bundesministerium für Bildung und Forschung sowie der Helmholtz-Gemeinschaft. Der Leiter des JSC Thomas Lippert betonte „das Besondere an unserem JUGENE ist der im Vergleich zu anderen Systemen äußerst geringe Stromverbrauch bei allerhöchster Rechenleistung“ – ein BlueGene/P-System soll nach Herstellerangaben ca. 0,35 GFLOPS/Watt leisten und damit fast doppelt so effizient sein wie das an gleicher Stelle benutzte Vorgängermodell.
Die offizielle Einweihung in Anwesenheit des nordrhein-westfälischen Ministerpräsidenten Jürgen Rüttgers erfolgte am 22. Februar 2008; gleichfalls an diesem Tag ging wenige Stunden später der ebenfalls zivile, aber noch schnellere Ranger am Texas Advanced Computing Center (TACC) der University of Texas at Austin offiziell in Betrieb.
Die damalige erste Version von JUGENE erreichte mit 16 Racks eine offizielle LINPACK-Leistung von 167,3 TFLOPS (Rmax) und sicherte sich als schnellster zivil genutzter Rechner Platz 2 der TOP500-Liste vom November 2007.
Das Upgrade auf die letzte Ausbaustufe wurde am 26. Mai 2009 eingeweiht und ab 1. Juli 2009 produktiv genutzt. Die Marke von 1 Petaflops (Rpeak) wurde im Mai 2009 erstmals durchbrochen – JUGENE wird daher als der erste europäische Petaflops-Rechner bezeichnet.
JUGENE wurde 2012 abgeschaltet und ab Mai 2012 durch das Blue Gene/Q-System JUQUEEN ersetzt, das in der 39ten TOP500-Liste vom Juni 2012 den 8. Platz belegt.